# Another Self
Another Self (originaltitel: Zeytin Ağacı) är en turkisk romantisk dramaserie vars första säsong består av åtta avsnitt. Serien hade premiär den 28 juli 2022. Seriens andra säsong har premiär den 11 juli 2024 på Netflix.

## Handling
Serien kretsar kring tre vänner som åker till en stad vid havet för att hitta sig själva och får plötsligt ta itu med sina familjers trauman från det förflutna.

## Rollista (i urval)
- Tuba Büyüküstün - Ada
- Seda Bakan - Leyla
- Boncuk Yılmaz - Sevgi
- Murat Boz - Toprak
- Fırat Tanış - Zaman Bey
- Rıza Kocaoğlu - Tevfik Fikret (Fiko)
- Füsun Demirel - Mukadder (Muko)
- Serkan Altunorak - Selim
- Umut Kurt - Erdem
- Aytaç Şaşmaz - Diyar
- Nilüfer Açıkalın - Leman
- Gözde Kansu
- Ali İpin
- Selen Uçer